# Ассумпсьйон (парафія)
Шаблон:StateAbbr_ 29°54′ пн. ш. 91°04′ зх. д. / 29.9° пн. ш. 91.06° зх. д.
Округ  Ассумпсьйон (англ. Assumption Parish) — округ (парафія) у штаті  Луїзіана, США. Ідентифікатор округу 22007.

## Демографія
За даними перепису 
2000 року 
загальне населення округу становило 23388 осіб, зокрема міського населення було 12766, а сільського — 10622.
Серед мешканців округу чоловіків було 11326, а жінок — 12062. В окрузі було 8239 домогосподарств, 6312 родин, які мешкали в 9635 будинках.
Середній розмір родини становив 3,26.
Віковий розподіл населення поданий у таблиці:
| Стать    | До 15 років | 15-21 | 22-29 | 30-39 | 40-49 | 50-65 | 65-85 | Понад 85 |
| -------- | ----------- | ----- | ----- | ----- | ----- | ----- | ----- | -------- |
| Чоловіки | 2753        | 1313  | 1104  | 1640  | 1681  | 1746  | 1010  | 79       |
| Жінки    | 2691        | 1325  | 1183  | 1809  | 1818  | 1780  | 1260  | 196      |

## Суміжні округи
- Ібервіль — північ
- Ассансьйон — північ
- Сент-Джеймс — північний схід
- Лафурш — схід
- Террбонн — південний схід
- Сент-Мері — південний захід
- Сент-Мартін — захід
- Іберія — північний захід

## Виноски
1. ↑  U.S. Decennial Census. United States Census Bureau. Архів оригіналу за 26 квітня 2015. Процитовано 20 серпня 2014.
2. ↑  Historical Census Browser. University of Virginia Library. Архів оригіналу за 11 серпня 2012. Процитовано 20 серпня 2014.
3. ↑  Population of Counties by Decennial Census: 1900 to 1990. United States Census Bureau. Архів оригіналу за 15 вересня 2014. Процитовано 20 серпня 2014.
4. ↑  Census 2000 PHC-T-4. Ranking Tables for Counties: 1990 and 2000 (PDF). United States Census Bureau. Архів оригіналу (PDF) за 18 грудня 2014. Процитовано 20 серпня 2014.
5. ↑  State & County QuickFacts. United States Census Bureau. Архів оригіналу за 6 липня 2011. Процитовано 20 серпня 2013. [Архівовано 2011-06-07 у Wayback Machine.](англ.) Наведено за англійською вікіпедією.
6. ↑  American FactFinder. Бюро перепису населення США. Архів оригіналу за 26 лютого 2012. Процитовано 31 січня 2008. [Архівовано 2008-05-21 у Wayback Machine.]

| США | Це незавершена стаття з географії США. Ви можете допомогти проєкту, виправивши або дописавши її. |